# リック・バンデンハーク
- リック・ファンデンヒュルク
- リック・ファンデンフルク

リック・バンデンハーク（英語: Rick van den Hurk, 本名：ヘンリクス・ニコラス・ファン・デン・ヒュルク（オランダ語: Henricus Nicolas van den Hurk）、1985年5月22日 - ）は、オランダ王国北ブラバント州アイントホーフェン出身の元プロ野球選手（投手）。プロ野球コーチ。右投右打。愛称は「"バンディ"」、「"バンデン"」。

## 経歴

### プロ入り前
1996年、12歳の時に、王貞治とハンク・アーロンが設立した世界少年野球推進財団の世界少年野球大会オランダ代表に選ばれ日本を訪れる。

### プロ入りとマーリンズ時代
2002年11月14日にアマチュア・フリーエージェントでフロリダ・マーリンズと契約。マーリンズのキャンプに参加した当初は捕手だったが、投手に転向した。
2003年はルーキー級ガルフ・コーストリーグ・マーリンズでプロデビュー、11試合に登板し、2勝6敗・防御率5.35。
2004年はA+級ジュピター・ハンマーヘッズで14試合に登板し、2勝3敗・防御率3.26。
2005年はA級グリーンズボロ・グラスホッパーズで4試合に登板、6月に昇格したA+級ジュピターでは2試合の登板で、0勝1敗・防御率4.05だった。
2006年はルーキー級ガルフ・コーストリーグで5試合に登板、8月に昇格したA+級ジュピターへ昇格では3試合に登板し、防御率2.70だった。オフにはハワイ・ウィンターリーグに参加し、ワイキキ・ビーチボーイズに加入、10試合に登板し、2勝2敗・防御率3.60だった。
2007年4月9日にリッキー・ノラスコが故障者リスト入りしたため、マーリンズとメジャー契約を結び、翌10日のミルウォーキー・ブルワーズ戦で先発としてメジャーデビュー。4回2/3を投げ1失点で勝敗はつかなかった。4試合に登板し0勝1敗・防御率12.75、4月25日にAA級カロライナ・マドキャッツへ降格した。6月5日に再昇格し、同日のアトランタ・ブレーブス戦で6回を1安打無失点でメジャー初勝利。6月17日に再びAA級カロライナへ降格し、7月17日に再昇格。その後は先発ローテーションに加わり、この年は18試合に登板。4勝6敗・防御率6.83だった。
2008年3月2日にマーリンズと1年契約を結び、開幕ローテーションに加わった。しかし、1試合目のニューヨーク・メッツ戦では6安打3失点1四球で4回無死で降板。2試合目のピッツバーグ・パイレーツ戦でも敗戦投手となり、4月6日にAA級カロライナへ降格。7月22日に再昇格し、同日のアトランタ・ブレーブス戦では5回無失点でシーズン初勝利、7月27日のシカゴ・カブス戦では3.2回で降板し、翌28日にAAA級アルバカーキ・アイソトープスへ降格した。AAA級アルバカーキでは4試合に登板したが、メジャーへ昇格することはなかった。
2009年はシーズン開幕前の3月に開催された第2回ワールド・ベースボール・クラシック(WBC)のオランダ代表に選出された。同大会ではエースのシドニー・ポンソンに次ぐ先発2番手として、第1ラウンド3月9日のプエルトリコ戦に先発して3回1/3を投げ3安打無失点、第2ラウンド3月18日のアメリカ合衆国戦でも先発し、初回ブライアン・ロバーツにヒットを打たれ、3番デレク・ジーター、4番ケビン・ユーキリスに連続四球を与え満塁とすると5番デビッド・ライトに先制の犠牲フライを打たれ、2回には右翼手のダーク・ファンクルースターのエラーで二死二塁とするとジミー・ロリンズにライトに2点本塁打を打たれ、2回4安打3失点（自責点1）で敗戦投手となった。
シーズンは開幕から右肘の故障で離脱。4月3日に15日間の故障者リスト入りし、5月17日に60日間の故障者リストへ異動した。6月4日に故障者リストから外れ、AAA級ニューオーリンズ・ゼファーズへ降格。7月19日にメジャーへ昇格した。昇格後は6試合に登板したが、8月18日にAAA級ニューオーリンズへ降格。AAA級ニューオーリンズで2試合に登板後、ロースターが拡大された9月1日に再昇格した。その後5試合に登板したが、1勝にとどまった。この年は11試合に登板し、3勝2敗・防御率4.30だった。オフにはプエルト・リカン・ウィンターリーグに参加し、ヒガンテス・デ・カロリーナに加入。4試合に登板し、1勝0敗・防御率1.80だった。
2010年2月27日にマーリンズと1年契約に合意。3月30日にAAA級ニューオーリンズへ異動し、そのまま開幕を迎えた。AAA級ニューオーリンズでは11試合に登板し、4勝3敗・防御率4.86の成績で、6月6日にメジャーへ昇格。同年初登板となった6月8日のフィラデルフィア・フィリーズ戦は1回を無失点に抑えたが、2試合目の登板となった6月11日のタンパベイ・レイズ戦では、3安打4失点（自責点1）で一死しか取れず降板。2試合しか登板機会のないまま、6月13日にレニエル・ピントが故障者リストから復帰したため、AAA級ニューオーリンズへ降格した。降格後はAAA級ニューオーリンズで8試合に登板し、4勝1敗・防御率4.47だった。

### オリオールズ時代

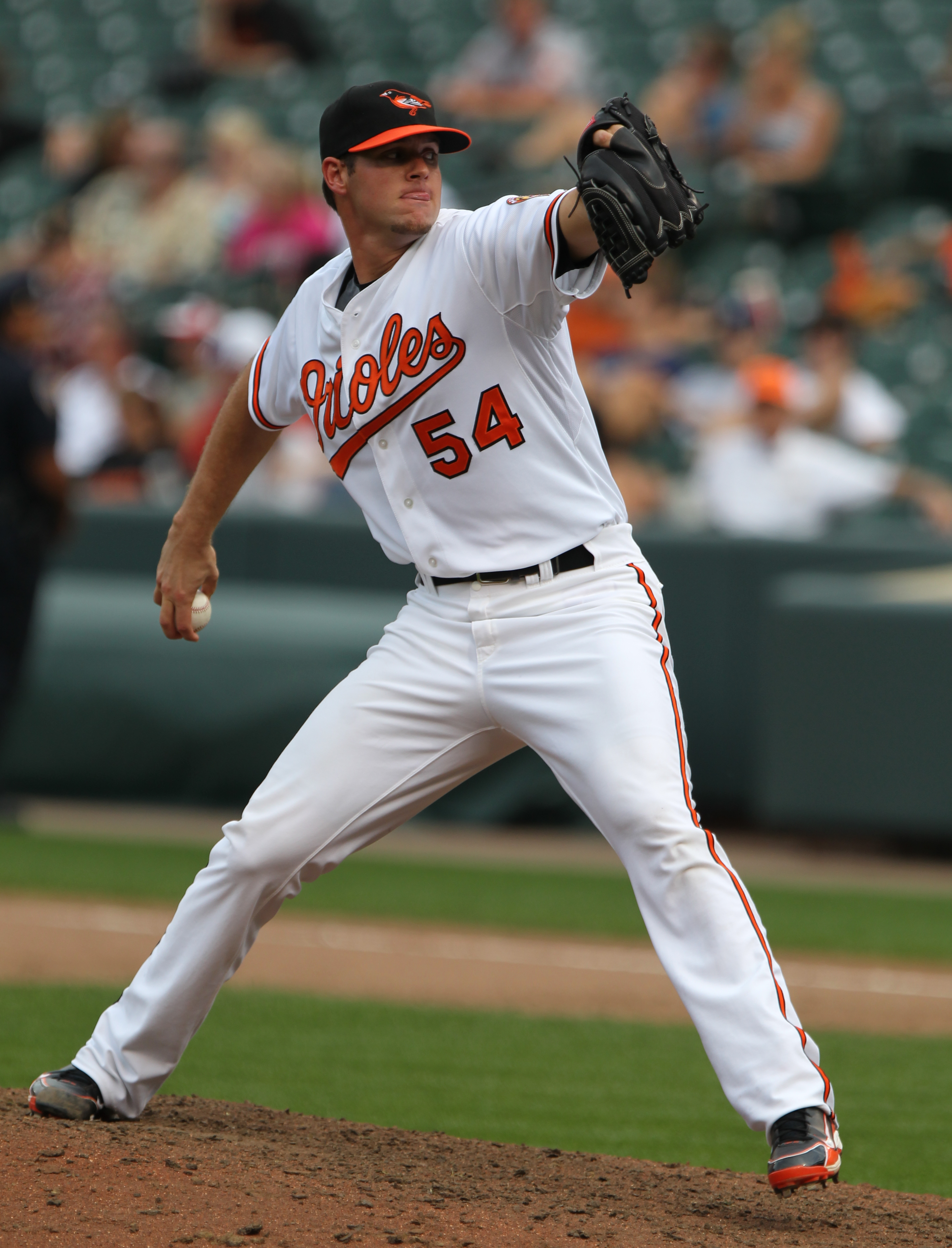
ボルチモア・オリオールズ時代
(2011年9月1日)

2010年7月31日にウィル・オーマンとのトレードで、ボルチモア・オリオールズへ移籍した。
移籍後はAAA級ノーフォーク・タイズで3試合に登板し、8月16日にメジャーへ昇格した。昇格後は7試合（先発は1試合）に登板し、0勝1敗・防御率4.96だった。
2011年3月3日にオリオールズと1年契約に合意したが、3月28日にDFAとなり、30日にマイナー契約を結んだ。開幕をAAA級ノーフォークで迎え、26試合に登板。9勝13敗・防御率4.43の成績で、9月1日にオリオールズと再びメジャー契約を結んだ。昇格後は4試合に登板し、防御率8.00だった。
2012年1月24日にDFAとなり、マイナー契約を拒否したため、2月3日にFAとなった。

### パイレーツ時代
2012年2月22日にトロント・ブルージェイズと1年契約を結んだが、3月21日にウェイバー公示を経てクリーブランド・インディアンスへ移籍した。しかし、4月4日に再びDFAとなり、6日にマイナー契約を拒否したためFAとなった。4月9日にパイレーツとマイナー契約を結んだ。契約後はA+級ブラデントン・マローダーズで1試合に登板後、5月14日にAAA級インディアナポリス・インディアンスへ昇格。AAA級インディアナポリスでは21試合に登板し、13勝5敗、防御率2.92と活躍。9月10日にパイレーツとメジャー契約を結んだ。昇格後はリリーフとして4試合に登板し、0勝1敗・防御率13.50だった。
2013年1月4日にFAとなった。

### 韓国球界時代
2013年1月8日に韓国プロ野球のサムスン・ライオンズと契約。登録名は「リク・ベンデンホルク（릭 밴댄헐크）」。
同年は24試合に先発し、7勝を挙げた。韓国シリーズでは10月25日に先発し、5回2/3を投げ無失点だったが勝敗は付かなかった。10月28日には中2日で救援として3番手で7回同点の場面から登板、打者6人に対し2回を1安打無失点に抑え、勝利投手となった。10月31日に中2日で先発したが、初回に先頭打者本塁打を打たれ、1回1失点で降板となった。3試合8回2/3を投げ6被安打6四球9奪三振1失点、防御率1.04と韓国シリーズ3連覇に貢献した。
2014年もサムスンで25試合に先発し、13勝を挙げ、最優秀防御率(3.18)、最多奪三振(180)のタイトルを獲得し、サムスンの韓国シリーズ4連覇に貢献した。韓国シリーズでは11月4日、11月10日の2試合に先発し、勝敗は付かなかったものの13回1/3を投げ10被安打2四球12奪三振3失点、防御率2.03と好投した。

### ソフトバンク時代
2014年12月26日に福岡ソフトバンクホークスがバンデンハークの獲得を発表した。登録名は「リック・バンデンハーク」。背番号は「44」。
2015年はシーズン開幕前の2月17日に「GLOBAL BASEBALL MATCH 2015 侍ジャパン 対 欧州代表」の欧州代表に選出されたが、3月4日に怪我の影響で辞退した。怪我で調整が遅れたことに加え、シーズン当初はジェイソン・スタンリッジ、エディソン・バリオス、デニス・サファテの3外国人がいずれも好調だったため、二軍で防御率1点台前半の好投を続けながらもなかなか一軍戦登板の機会が回ってこなかったが、交流戦中の6月にようやく昇格を果たし、6月14日のセ・パ交流戦、対広島東洋カープ戦に先発、6回2失点で初登板初勝利を挙げた。その後はシーズン終了まで先発ローテーションに定着し、9勝0敗とシーズン無敗の好成績を記録。ソフトバンクのリーグ優勝に大きく貢献した。東京ヤクルトスワローズとの日本シリーズでは2戦目に登板し8回無失点で勝ち投手になった
2016年のシーズン開幕以降も勝利を重ね、5月10日の対ロッテ戦の勝利で日本での初登板から無傷の14連勝を記録。元読売ジャイアンツの堀内恒夫が記録した初登板からの13連勝を50年ぶりに更新した。しかし、5月17日の対北海道日本ハムファイターズ戦で先発するも5回7失点で来日初黒星を喫し、連勝は14で止まった。この年は故障などで、5月31日の中日戦から9月18日のオリックス戦まで、およそ3か月半の戦線離脱を余儀なくされて、「13先発、82投球回」にとどまり、チームのＶ逸の一因になってしまった。その一方で、シーズン中の6月21日に、2017年シーズンからの3年間の契約延長（2019年シーズンまでの契約）、年俸総額12億円（金額は推定）と報じられた。
2017年はシーズン開幕前の1月4日に第4回WBCのオランダ代表に選出され、2大会ぶり2度目の選出を果たした。3月7日に韓国で行われたWBC 1次ラウンド、A組・GAME3、対韓国戦に先発し、4回3安打無失点の好投をみせる。3月12日に行われたWBC 2次ラウンド、E組・GAME2では、日本戦に先発し、3回5失点の内容だった。3月21日に行われたWBC 準決勝では、プエルトリコ戦に先発登板し、2回、2被本塁打、3失点を喫する。
レギュラーシーズンは、4月6日に行われた対東北楽天ゴールデンイーグルス戦で同年初先発を迎え、先発ローテーションの一角を担う。8月9日に行われた対千葉ロッテマリーンズ戦において、7回2失点の好投で、NPB移籍初のシーズン2桁勝利を記録する。9月14日に行われた対オリックス・バファローズ戦において、過去10戦9勝だった同カードで初黒星を喫し、2015年のNPB移籍以来、福岡ヤフオク!ドームにおいての連勝記録は19戦14連勝で止まる。最終的に、NPBでの自己最多となる25試合の登板で13勝を記録し、チームの2年ぶりのリーグ優勝に貢献した。ポストシーズンは、楽天とのクライマックスシリーズファイナルステージ第4戦と、横浜DeNAベイスターズとの日本シリーズ第5戦に登板。チームの2年ぶりの日本シリーズ優勝に貢献した。
2018年は4月4日の対西武戦の先発登板で開幕スタートを切り、以降、先発ローテーションの一角を担う。2年連続の2桁勝利を挙げ、チームで2番目の138投球回を投げるが、4月25日の対西武戦で8四死球、3被本塁打で自己ワーストの10失点を喫するなど、リーグワーストの21被本塁打、61与四球と制球に苦しんだ。
ポストシーズンのクライマックスシリーズにおいては、西武との第1戦で6回を投げて勝利投手となる。広島東洋カープとの日本シリーズにおいては、第2戦で敗戦投手となるが、優勝決定戦となった第6戦では、6回を無失点、10奪三振の好投で、チームの日本シリーズ連覇に貢献する。
2019年は宮崎春季キャンプ中に腰の張りを訴え、開幕はリハビリ組で迎える。6月に一軍に昇格したものの登板直後に右肘を痛めて登録抹消、9月まで再びリハビリ組で過ごす、と故障に悩まされるシーズンとなった。しかし3試合の登板で負けなしの2勝を挙げ、西武とのクライマックスシリーズファイナルステージ第4戦では5回途中2失点の好投を見せるなど、パ・リーグ史上初のスイープでのCS突破に貢献。11月2日には福岡市内の病院で夫人が第1子となる男児を出産。例年は全日程終了後に母国オランダへ戻っていたが、乳児の航空機の長距離移動での負担を避けるために福岡にとどまることを表明し、在籍5年目にして初めて球団のパレード行事に参加した。その後、11月29日に推定年俸約3億円の1年契約で残留することが発表された。
2020年は開幕ローテ入りするも、7月17日に背中の張りを訴えて登録抹消。シーズン最終盤に復帰するも、5試合登板、2勝2敗、防御率6.92の成績に終わった。オフの12月2日に公示された保留選手名簿から外れ自由契約となった。

### ヤクルト時代
2021年は所属球団が決まらないままキャンプシーズンを迎えたが、2月24日に東京ヤクルトスワローズが1年契約、年俸75万ドル（推定）で獲得したことが発表された。背番号は「15」となる。5月21日に移籍後初登板を果たすも、4回3失点で降板した。同月28日の2度目の登板では、先発するものの1つのアウトも奪えず5失点で降板した。9月22日にウェイバー公示を申請した。

### 現役引退後
2022年4月22日、自身の公式サイトで現役引退を発表した。
2022年オランダ王立野球・ソフトボール協会のテクニカルディレクターを就任。しかし同年9月にテクニカルディレクターを辞任。
2025年は春季キャンプでソフトバンクの臨時コーチを務め、現役時代に得意としたナックルカーブを元にしたパワーカーブを大野稼頭央に習得させた。同年7月1日から27日には外国人育成選手の指導のため再びコーチに就任し、「外国人育成投手コーチ」としてコーチ登録も行われた（背番号は「044」）。

## 選手としての特徴
NPBでは、主に先発投手として起用され、198cmの長身から最速157km/h・平均149km/hのフォーシームとツーシーム、130km/h台のスライダー、110km/h台のナックルカーブ、稀に130km/h台のチェンジアップといった変化球を投げる。
奪三振能力と制球力を高い水準で併せ持っており、2016年シーズンでは（先述のように故障などで規定投球回数には届かなかったが）、「K/BB」は「6.13」（リーグ1位相当）、「奪三振率」は「10.10」（リーグ1位相当）、「与四球率」は「1.65」（リーグ2位相当）と、いずれも参考ながら高い数値を示している。また、2016年シーズンにおける「ゴロ/フライ比率」が「0.68」であり、いわゆるフライボールピッチャーである。

## 人物
- 語学が堪能で、母語であるオランダ語はもちろん、英語、ドイツ語、スペイン語、フランス語を操る[75]。在籍したサムスン・ライオンズ時代では、2年間で韓国語も話せるようになった[75]。
- 韓国時代、ファンからとても愛されており、退団時の2014年オフには、ツイッターで呼びかけたファンとの食事会を開いた。
- 入団先のソフトバンクで、2006年オフのハワイ・ウィンターリーグで、ワイキキ・ビーチボーイズの同僚だった江川智晃と9年ぶりに再会した[76][77]。
- 出身地のサッカークラブであるPSVアイントホーフェンのファンでもある[43]。2020年には当時同チームに所属していた堂安律との対面が実現した[78]。
- サムスン時代投手コーチとして同僚だった門倉健は「性格は超がつくほどマジメで神経質。自身のフォームの分析に没頭するあまり、放っておけば何時間でも映像を見ているという。彼の夫人から『リックがビデオを見るのをやめさせて！私が言っても聞いてくれない。門倉さんが言えば彼は聞くから』とお願いされたこともある。またバンデンハーク家とは家族ぐるみの付き合いで、「ボクが娘を連れてバンデンハークと食事に行くと、英語が話せる娘を通訳にして『投球動作で不安に感じる点が一つ二つあるんだ。どうしたらいいかな？』と矢継ぎ早に質問をぶつけてくる。娘が『食べたいからちょっと待って！』と止めるほどだ。彼は指導者の面白さを教えてくれた。」とも述べている[79]。

## 詳細情報

### 年度別投手成績
| 年 度    | 球 団        | 登 板 | 先 発 | 完 投 | 完 封 | 無 四 球 | 勝 利 | 敗 戦 | セ 丨 ブ | ホ 丨 ル ド | 勝 率 | 打 者 | 投 球 回 | 被 安 打 | 被 本 塁 打 | 与 四 球 | 敬 遠 | 与 死 球 | 奪 三 振 | 暴 投 | ボ 丨 ク | 失 点 | 自 責 点 | 防 御 率 | W H I P |
| -------- | ------------ | ----- | ----- | ----- | ----- | -------- | ----- | ----- | -------- | ----------- | ----- | ----- | -------- | -------- | ----------- | -------- | ----- | -------- | -------- | ----- | -------- | ----- | -------- | -------- | ------- |
| 2007     | FLA          | 18    | 17    | 0     | 0     | 0        | 4     | 6     | 0        | 0           | .400  | 379   | 81.2     | 94       | 15          | 48       | 5     | 3        | 82       | 4     | 4        | 63    | 62       | 6.83     | 1.74    |
| 2008     | FLA          | 4     | 4     | 0     | 0     | 0        | 1     | 1     | 0        | 0           | .500  | 74    | 14.0     | 20       | 1           | 10       | 0     | 2        | 20       | 0     | 0        | 12    | 12       | 7.71     | 2.14    |
| 2009     | FLA          | 11    | 11    | 0     | 0     | 0        | 3     | 2     | 0        | 0           | .600  | 256   | 58.2     | 57       | 11          | 21       | 3     | 4        | 49       | 2     | 0        | 29    | 28       | 4.30     | 1.33    |
| 2010     | FLA          | 2     | 0     | 0     | 0     | 0        | 0     | 0     | 0        | 0           | ----  | 9     | 1.1      | 3        | 0           | 1        | 0     | 0        | 1        | 0     | 0        | 4     | 1        | 6.75     | 3.00    |
| 2010     | BAL          | 7     | 1     | 0     | 0     | 0        | 0     | 1     | 0        | 0           | .000  | 67    | 16.1     | 13       | 2           | 7        | 0     | 2        | 17       | 0     | 0        | 10    | 9        | 4.96     | 1.22    |
| '10計    | BAL          | 9     | 1     | 0     | 0     | 0        | 0     | 1     | 0        | 0           | .000  | 76    | 17.2     | 16       | 2           | 8        | 0     | 2        | 18       | 0     | 0        | 14    | 10       | 5.09     | 1.36    |
| 2011     | BAL          | 4     | 2     | 0     | 0     | 0        | 0     | 0     | 0        | 0           | ----  | 46    | 9.0      | 12       | 4           | 8        | 0     | 1        | 7        | 0     | 0        | 9     | 8        | 8.00     | 2.22    |
| 2012     | PIT          | 4     | 0     | 0     | 0     | 0        | 0     | 1     | 0        | 0           | ----  | 16    | 2.2      | 5        | 0           | 1        | 0     | 1        | 3        | 2     | 0        | 4     | 4        | 13.50    | 2.25    |
| 2013     | サムスン     | 24    | 24    | 0     | 0     | 0        | 7     | 9     | 0        | 0           | .438  | 612   | 143.2    | 127      | 11          | 48       | 2     | 11       | 137      | 3     | 0        | 67    | 63       | 3.90     | 1.22    |
| 2014     | サムスン     | 25    | 25    | 1     | 0     | 1        | 13    | 4     | 0        | 0           | .765  | 622   | 152.2    | 125      | 15          | 45       | 0     | 5        | 180      | 4     | 0        | 54    | 54       | 3.18     | 1.11    |
| 2015     | ソフトバンク | 15    | 15    | 0     | 0     | 0        | 9     | 0     | 0        | 0           | 1.000 | 369   | 93.0     | 69       | 6           | 22       | 0     | 4        | 120      | 2     | 0        | 27    | 26       | 2.52     | 0.98    |
| 2016     | ソフトバンク | 13    | 13    | 0     | 0     | 0        | 7     | 3     | 0        | 0           | .700  | 325   | 82.0     | 64       | 14          | 15       | 0     | 1        | 92       | 1     | 0        | 37    | 35       | 3.84     | 0.96    |
| 2017     | ソフトバンク | 25    | 25    | 0     | 0     | 0        | 13    | 7     | 0        | 0           | .650  | 623   | 153.0    | 127      | 18          | 47       | 0     | 2        | 162      | 4     | 0        | 57    | 55       | 3.24     | 1.14    |
| 2018     | ソフトバンク | 23    | 23    | 0     | 0     | 0        | 10    | 7     | 0        | 0           | .588  | 585   | 138.0    | 113      | 21          | 61       | 2     | 10       | 127      | 2     | 0        | 68    | 66       | 4.30     | 1.26    |
| 2019     | ソフトバンク | 3     | 3     | 0     | 0     | 0        | 2     | 0     | 0        | 0           | 1.000 | 66    | 17.1     | 13       | 2           | 2        | 0     | 0        | 22       | 0     | 0        | 7     | 6        | 3.12     | 0.87    |
| 2020     | ソフトバンク | 5     | 5     | 0     | 0     | 0        | 2     | 2     | 0        | 0           | .500  | 113   | 26.0     | 28       | 6           | 10       | 0     | 0        | 20       | 0     | 0        | 21    | 20       | 6.92     | 1.46    |
| 2021     | ヤクルト     | 2     | 2     | 0     | 0     | 0        | 0     | 1     | 0        | 0           | .000  | 28    | 4.2      | 11       | 2           | 2        | 0     | 1        | 4        | 0     | 0        | 8     | 8        | 15.43    | 2.79    |
| MLB：6年 | MLB：6年     | 50    | 35    | 0     | 0     | 0        | 8     | 11    | 0        | 0           | .421  | 847   | 183.2    | 204      | 33          | 96       | 8     | 13       | 179      | 8     | 4        | 131   | 124      | 6.08     | 1.63    |
| KBO：2年 | KBO：2年     | 49    | 49    | 1     | 0     | 1        | 20    | 13    | 0        | 0           | .606  | 1234  | 296.1    | 252      | 26          | 93       | 2     | 16       | 317      | 7     | 0        | 121   | 117      | 3.55     | 1.17    |
| NPB：7年 | NPB：7年     | 86    | 86    | 0     | 0     | 0        | 43    | 20    | 0        | 0           | .683  | 2109  | 514.0    | 425      | 69          | 159      | 2     | 18       | 547      | 9     | 0        | 225   | 216      | 3.78     | 1.14    |

- 各年度の太字はリーグ最高

### 年度別守備成績
| 年 度 | 球 団        | 投手  | 投手  | 投手  | 投手  | 投手  | 投手     |
| 年 度 | 球 団        | 試 合 | 刺 殺 | 補 殺 | 失 策 | 併 殺 | 守 備 率 |
| ----- | ------------ | ----- | ----- | ----- | ----- | ----- | -------- |
| 2007  | FLA          | 18    | 2     | 4     | 1     | 1     | .857     |
| 2008  | FLA          | 4     | 0     | 1     | 1     | 0     | .500     |
| 2009  | FLA          | 11    | 2     | 5     | 0     | 0     | 1.000    |
| 2010  | FLA          | 2     | 0     | 0     | 0     | 0     | ----     |
| 2010  | BAL          | 7     | 0     | 1     | 1     | 0     | .500     |
| '10計 | BAL          | 9     | 0     | 1     | 1     | 0     | .500     |
| 2011  | BAL          | 4     | 0     | 0     | 0     | 0     | ----     |
| 2012  | PIT          | 4     | 0     | 0     | 0     | 0     | ----     |
| 2013  | サムスン     | 24    | 7     | 21    | 3     | 0     | .903     |
| 2014  | サムスン     | 25    | 8     | 17    | 0     | 1     | 1.000    |
| 2015  | ソフトバンク | 15    | 4     | 8     | 1     | 0     | .923     |
| 2016  | ソフトバンク | 13    | 3     | 11    | 0     | 0     | 1.000    |
| 2017  | ソフトバンク | 25    | 5     | 19    | 1     | 0     | .960     |
| 2018  | ソフトバンク | 23    | 6     | 20    | 0     | 1     | 1.000    |
| 2019  | ソフトバンク | 3     | 2     | 1     | 0     | 0     | 1.000    |
| 2020  | ソフトバンク | 5     | 1     | 3     | 1     | 0     | .800     |
| 2021  | ヤクルト     | 2     | 1     | 2     | 0     | 0     | 1.000    |
| MLB   | MLB          | 50    | 4     | 11    | 3     | 1     | .833     |
| KBO   | KBO          | 49    | 15    | 38    | 3     | 1     | .946     |
| NPB   | NPB          | 86    | 22    | 64    | 3     | 1     | .966     |

### タイトル
KBO
- 最優秀防御率：1回（2014年）
- 最多奪三振：1回（2014年）

### 表彰
NPB
- 月間MVP：1回（投手部門：2015年7月）
- 日本シリーズ優秀選手賞：1回（2015年）

### 記録

#### NPB
初記録
投手記録
- 初登板・初先発登板・初勝利・初先発勝利：2015年6月14日、対広島東洋カープ3回戦（福岡ヤフオク!ドーム）、6回2失点7奪三振（自責点1）
- 初奪三振：同上、1回表に丸佳浩から空振り三振

打撃記録
- 初打席：2017年6月2日、対横浜DeNAベイスターズ1回戦（横浜スタジアム）、2回表にフィル・クラインから見逃し三振
- 初安打：2021年5月21日、対横浜DeNAベイスターズ10回戦（明治神宮野球場）、2回裏にフェルナンド・ロメロから中前安打

### 背番号
- 56（2007年 - 2010年）
- 54（2010年 - 2011年）
- 35（2012年）
- 32（2013年 - 2014年）
- 44（2015年[38] - 2020年）
- 15（2021年[58] - 同年9月28日）
- 044（2025年7月1日 - 同年7月27日〈予定〉[67]）

### 登場曲
- 「THE NIGHTS」 Avicii（2015年、2017年）
- 「Lean On」 Major Lazer（2016年）
- 「byte」 Martin Garix（2018年）
- 「How much is the fish?」Scooter（2019年 - 2021年）

### 代表歴
- 2009 ワールド・ベースボール・クラシック・オランダ代表
- 2017 ワールド・ベースボール・クラシック・オランダ代表